# Lespedeza intermixta
Lespedeza intermixta är en ärtväxtart som beskrevs av Tomitaro Makino. Lespedeza intermixta ingår i släktet Lespedeza och familjen ärtväxter. Inga underarter finns listade i Catalogue of Life.